# 가오훙보
가오훙보(중국어: 高洪波, 병음: Gāo Hóngbō, 1966년 1월 25일 ~ )는 중국의 전 축구 선수이자 현 축구 지도자로 후이족 출신이며 현재 중국 축구 국가대표팀의 테크니컬 디렉터로 활동 중이다.

## 대회 성적

### 클럽 (선수)
베이징 궈안
- 중국 축구 갑급 A리그 : 준우승 (1995), 3위 (1986, 1991, 1993)
- 중국 축구 갑급 B리그 : 우승 (1990), 3위 (1989)
- 중국 FA컵 : 우승 (1985, 1996), 준우승 (1986), 4강 (1990, 1991, 1995)

 탄종파가르 유나이티드
- 싱가포르 프레지던트컵 : 우승 (1994)

광저우 송리
- 중국 축구 갑급 A리그 : 4위 (1998)
- 중국 축구 갑급 B리그 : 4위 (1997)

### 국가대표팀 (선수)
중국
- AFC 아시안컵 : 3위 (1992)

### 클럽 (지도자)
샤먼 란스
- 중국 갑급리그 : 우승 (2005), 3위 (2004)

창춘 야타이
- 중국 슈퍼리그 : 우승 (2007)

베이징 런허
- 중국 축구 갑급 B리그 : 우승 (2001 / 당시 수석 코치)
- 중국 FA컵 : 준우승 (2012)

장쑤 FC
- 중국 FA컵 : 우승 (2015), 준우승 (2014)

### 국가대표팀 (지도자)
중국
- EAFF E-1 풋볼 챔피언십 : 우승 (2010)